# 緑園都市駅
緑園都市駅（りょくえんとしえき）は、神奈川県横浜市泉区緑園3丁目にある、相模鉄道相鉄いずみ野線の駅である。駅番号はSO32。関東の駅百選認定駅。

## 歴史
- 1976年（昭和51年）4月8日：開業。当時の所在地は戸塚区岡津町であった。
- 1986年（昭和61年）：この年の4月に岡津町の北部が緑園などに分離し駅舎所在地は戸塚区緑園となる。また11月には泉区が発足し、所在地は泉区緑園に変わった。
- 1987年（昭和62年）：駅の改築を実施。同時にブラウン管ディスプレイによる日本初のタッチパネル式自動券売機が設置された（#その他も参照、のちに別のものに交換されている）。
- 1997年（平成9年）：関東の駅百選に選出される。選出理由は「一般からのアイデアで展望台、ギャラリー、庭園などを設置したおしゃれな駅」。
- 1999年（平成11年）2月27日：快速の運転が開始され、当駅が停車駅となる[1]。
- 2013年（平成25年）6月30日：当駅の窓口に併設されていた「グリーンぽけっと」が営業を終了。(現在は自動券売機が設置されている)
- 2014年（平成26年）4月27日：ダイヤ改正により特急が運用開始。当駅は通過駅となる。
- 2015年（平成27年）：駅の耐震工事、リニューアル工事を開始｡ 同時に相鉄デザインブランドアッププロジェクトに基づき、柵や柱などにグレー系統の色が導入された。トイレも改修され、エスカレーターも更新された。
- 2017年（平成29年）3月1日：フェリス女学院大学と相鉄グループとの共同プロジェクトで、電車到着サイン音「アンダンテ」を試験導入[2]。
- 2019年（令和元年）11月30日：JR線との相互直通運転開始に伴うダイヤ改正で新たに通勤急行の運転が開始され停車駅となる。同時に導入された通勤特急は通過駅となる。
- 2023年（令和5年）1月22日：ホームドアの使用を開始[3]。

### 駅名の由来
緑あふれる快適な街をイメージして、「緑園都市」と名付けられている。なお計画時における仮称は、当地の字名に由来した「子易」（こやす）であった。子易は川や公園などの名前としてわずかに残る。

## 駅構造
相対式ホーム2面2線を有する高架駅。二俣川側の万騎が原トンネルと湘南台側の岡津トンネルに挟まれた谷間に位置する。
2004年に各ホーム中央部とコンコースを連絡するエレベーターが設置された。2017年には行先案内表示装置が新設された。
現在の線路の外側に待避線を追加することで、島式ホーム2面4線の待避設備を持つ駅として使えるように設計されており、そのための用地も確保されている。この部分は開業当初は未使用であったが、現在は庭園展望台としてキョウチクトウやサツキなどの樹木が植えられている。また、上り待避線用の用地の一部は保線用機器の待機場所としても活用されている。ホーム上には待合室もつけられている。

### ギャラリー

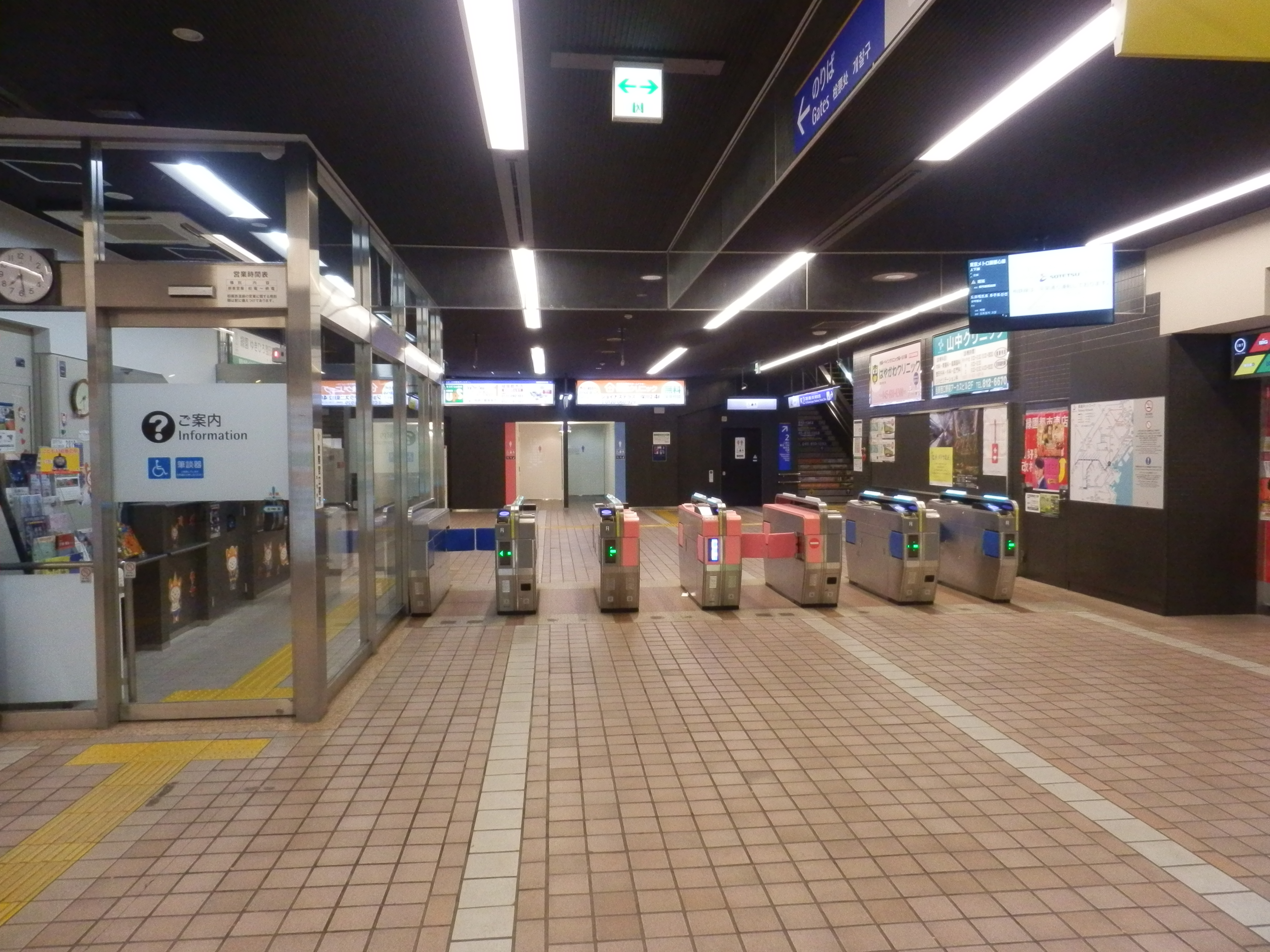
改札口（2018年11月）
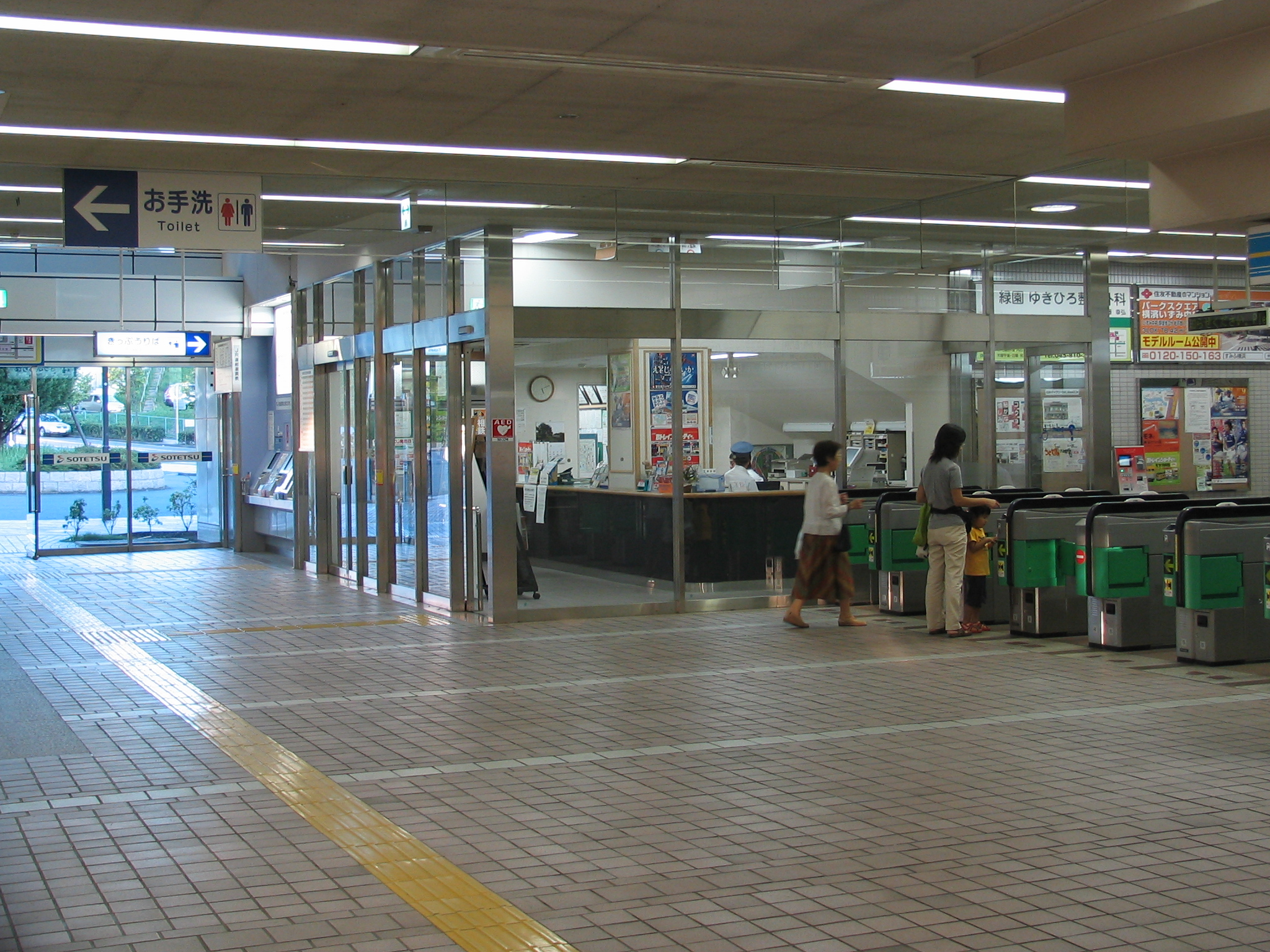
改札口（リニューアル前） （2007年9月）
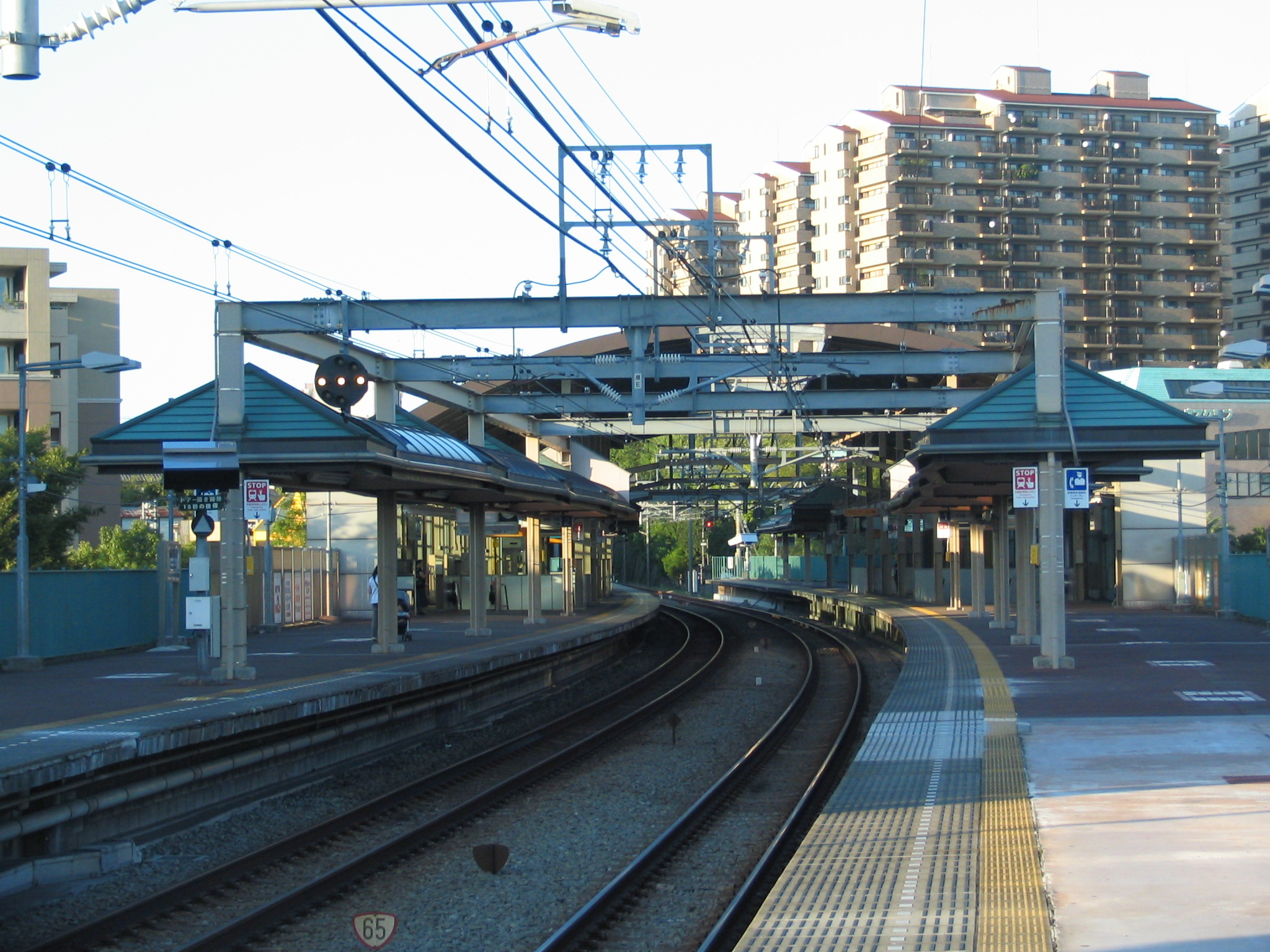
1番ホームより横浜方を望む （2007年9月）
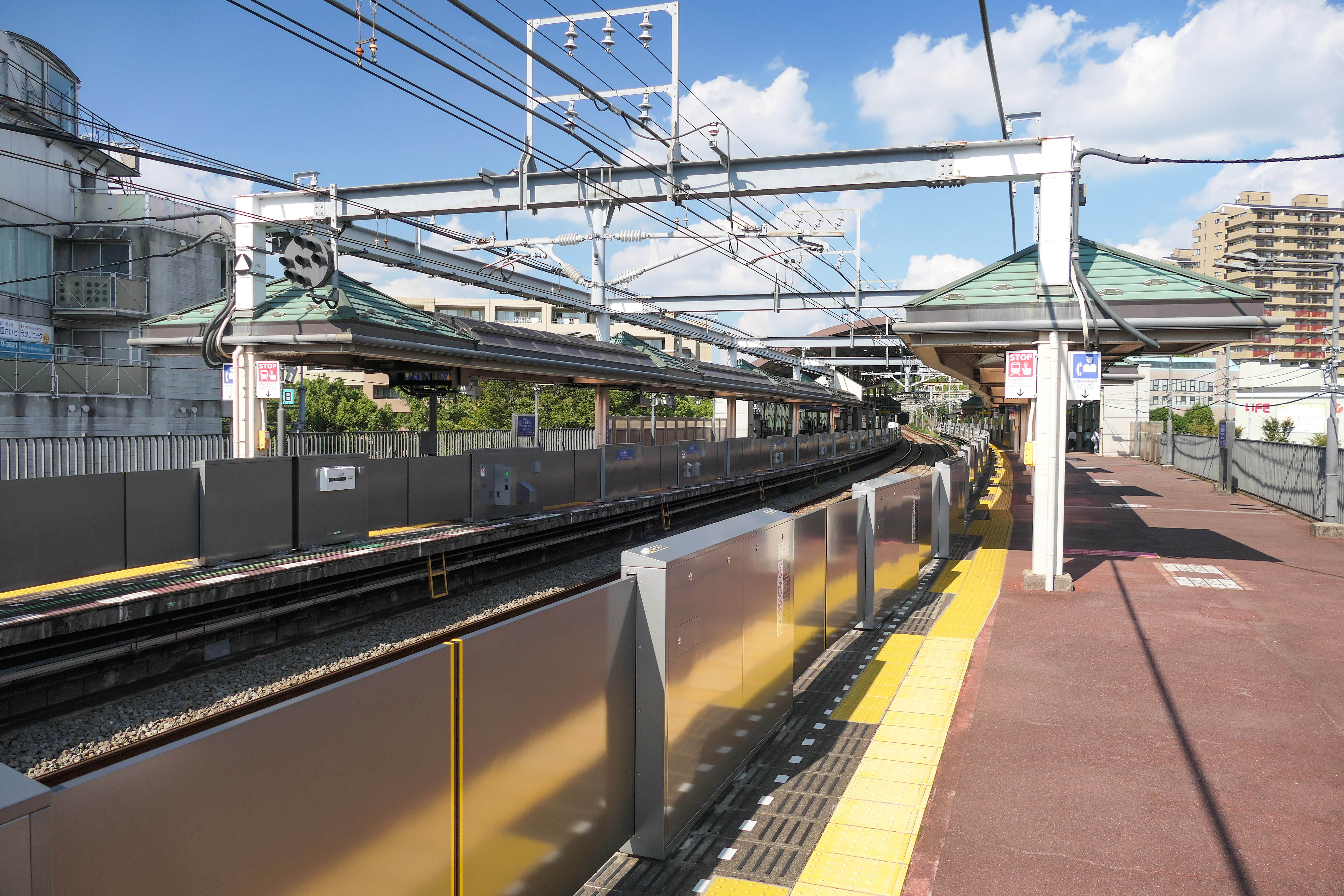
ホーム（ホームドア設置後）（2024年10月）
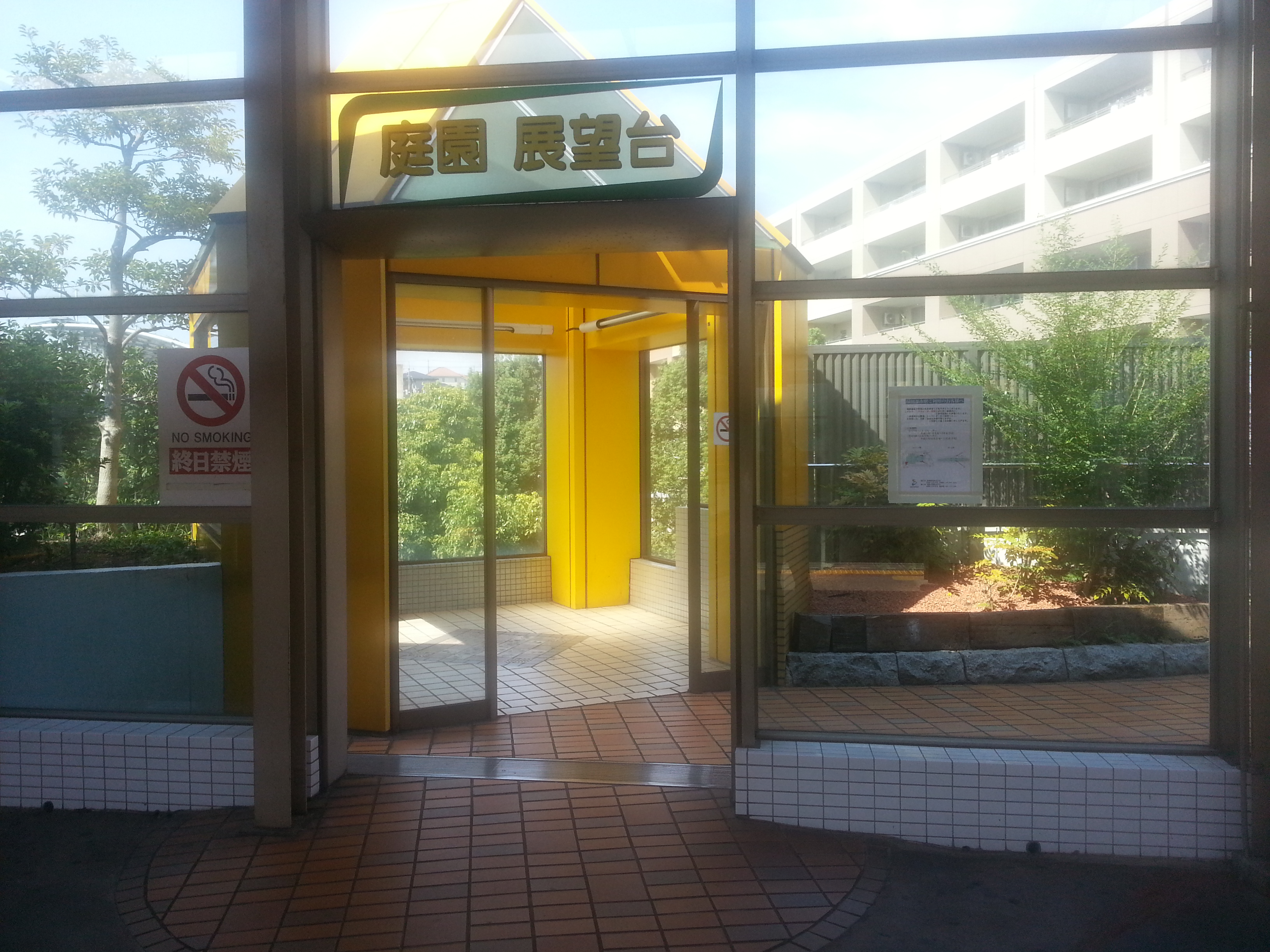
ホームにある庭園展望台の入口 （2013年9月）
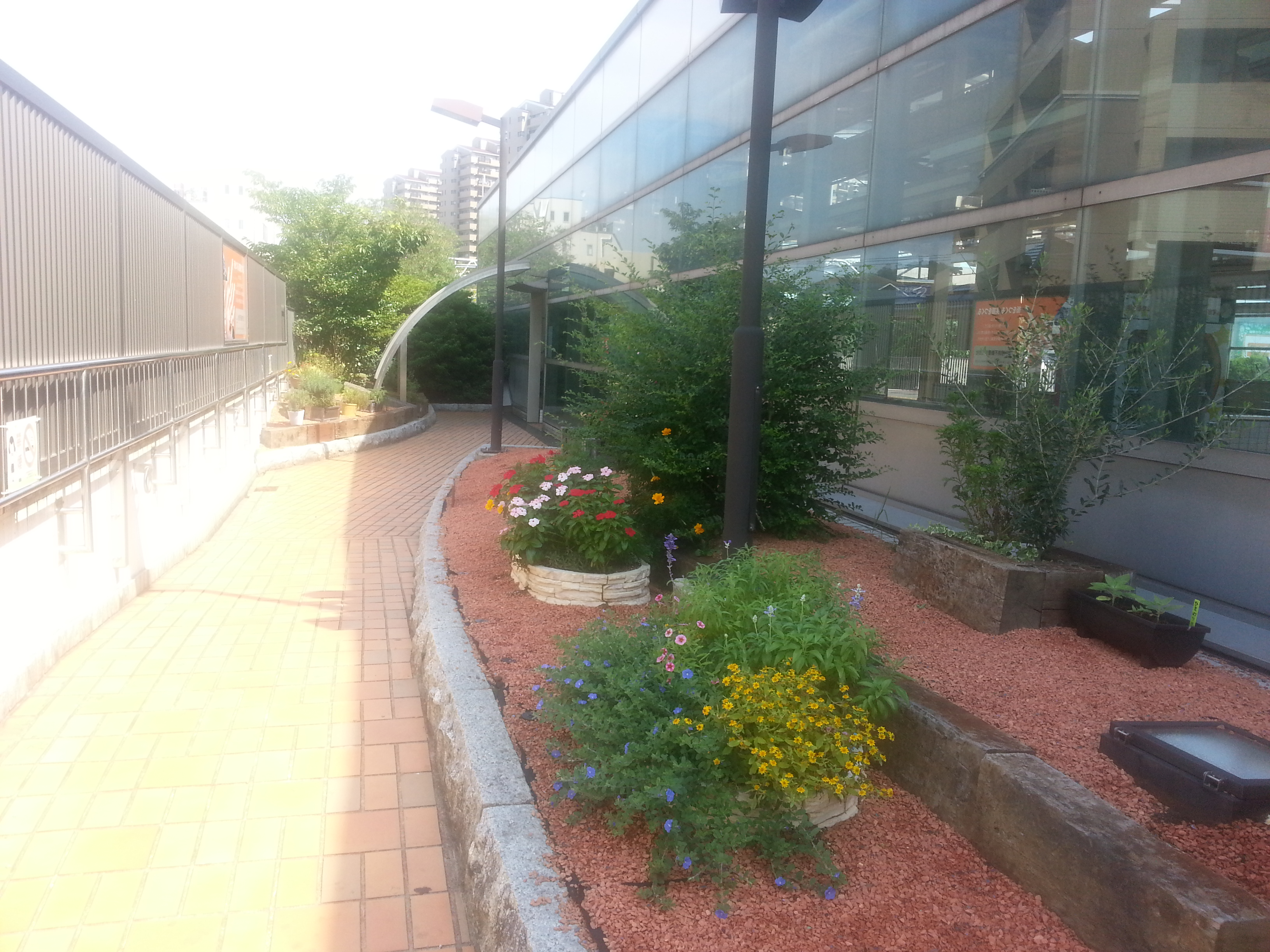
庭園には花が植えられている （2013年9月）

### のりば
| 番線 | 路線           | 方向 | 行先                                             |
| ---- | -------------- | ---- | ------------------------------------------------ |
| 1    | 相鉄いずみ野線 | 下り | 湘南台方面                                       |
| 2    | 相鉄いずみ野線 | 上り | 横浜・海老名（二俣川のりかえ）・羽沢横浜国大方面 |

## 利用状況
2024年度の1日平均乗降人員は21,214人である。相鉄線全27駅中第17位。
緑園、池の谷、新橋町、岡津町などの泉区内の他戸塚区名瀬町西部に隣接しており同地域も駅勢圏となっている。相鉄いずみ野線内で特急・通勤特急通過駅の中では最多の利用者数であり、同線内の特急・通勤特急停車駅のいずみ野駅よりも利用客が多い。
近年の1日平均乗降人員および乗車人員推移は下記の通り。
| 年度               | 1日平均 乗降人員 | 1日平均 乗車人員 | 出典                |
| ------------------ | ---------------- | ---------------- | ------------------- |
| 1980年（昭和55年） |                  | 2,825            | [ 横浜市統計書 1 ]  |
| 1981年（昭和56年） |                  | 2,622            | [ 横浜市統計書 1 ]  |
| 1982年（昭和57年） |                  | 2,827            | [ 横浜市統計書 1 ]  |
| 1983年（昭和58年） |                  | 3,000            | [ 横浜市統計書 1 ]  |
| 1984年（昭和59年） |                  | 3,162            | [ 横浜市統計書 1 ]  |
| 1985年（昭和60年） |                  | 3,381            | [ 横浜市統計書 1 ]  |
| 1986年（昭和61年） |                  | 3,723            | [ 横浜市統計書 1 ]  |
| 1987年（昭和62年） |                  | 4,770            | [ 横浜市統計書 1 ]  |
| 1988年（昭和63年） |                  | 5,956            | [ 横浜市統計書 1 ]  |
| 1989年（平成元年） |                  | 7,299            | [ 横浜市統計書 1 ]  |
| 1990年（平成02年） |                  | 8,044            | [ 横浜市統計書 1 ]  |
| 1991年（平成03年） |                  | 8,478            | [ 横浜市統計書 1 ]  |
| 1992年（平成04年） |                  | 8,978            | [ 横浜市統計書 1 ]  |
| 1993年（平成05年） |                  | 9,386            | [ 横浜市統計書 1 ]  |
| 1994年（平成06年） |                  | 9,797            | [ 横浜市統計書 1 ]  |
| 1995年（平成07年） |                  | 10,336           | [ 横浜市統計書 1 ]  |
| 1996年（平成08年） |                  | 10,526           | [ 横浜市統計書 1 ]  |
| 1997年（平成09年） |                  | 10,660           | [ 横浜市統計書 1 ]  |
| 1998年（平成10年） |                  | 11,222           | [ 横浜市統計書 1 ]  |
| 1999年（平成11年） | 24,030           | 11,810           | [ 神奈川県統計 1 ]  |
| 2000年（平成12年） | 24,398           | 12,072           | [ 神奈川県統計 1 ]  |
| 2001年（平成13年） | 25,341           | 12,645           | [ 神奈川県統計 2 ]  |
| 2002年（平成14年） | 25,903           | 12,789           | [ 神奈川県統計 3 ]  |
| 2003年（平成15年） | 26,123           | 13,000           | [ 神奈川県統計 4 ]  |
| 2004年（平成16年） | 26,310           | 13,111           | [ 神奈川県統計 5 ]  |
| 2005年（平成17年） | 26,498           | 13,311           | [ 神奈川県統計 6 ]  |
| 2006年（平成18年） | 26,288           | 13,246           | [ 神奈川県統計 7 ]  |
| 2007年（平成19年） | 26,488           | 13,339           | [ 神奈川県統計 8 ]  |
| 2008年（平成20年） | 26,874           | 13,513           | [ 神奈川県統計 9 ]  |
| 2009年（平成21年） | 26,853           | 13,510           | [ 神奈川県統計 10 ] |
| 2010年（平成22年） | 26,671           | 13,398           | [ 神奈川県統計 11 ] |
| 2011年（平成23年） | 25,953           | 13,047           | [ 神奈川県統計 12 ] |
| 2012年（平成24年） | 26,114           | 13,128           | [ 神奈川県統計 13 ] |
| 2013年（平成25年） | 26,591           | 13,388           | [ 神奈川県統計 14 ] |
| 2014年（平成26年） | 26,114           | 12,962           | [ 神奈川県統計 15 ] |
| 2015年（平成27年） | 26,171           | 13,143           | [ 神奈川県統計 16 ] |
| 2016年（平成28年） | 26,143           | 13,123           | [ 神奈川県統計 17 ] |
| 2017年（平成29年） | 25,841           | 12,979           | [ 神奈川県統計 18 ] |
| 2018年（平成30年） | 25,786           | 12,956           | [ 神奈川県統計 19 ] |
| 2019年（令和元年） | 25,276           | 12,740           | [ 神奈川県統計 20 ] |
| 2020年（令和02年） | 16,721           | 8,408            | [ 神奈川県統計 21 ] |
| 2021年（令和03年） | 18,737           | 9,425            | [ 神奈川県統計 22 ] |
| 2022年（令和04年） | 20,225           | 10,174           | [ 神奈川県統計 23 ] |
| 2023年（令和05年） | 20,978           |                  |                     |
| 2024年（令和06年） | 21,214           |                  |                     |

## 駅周辺
藤沢市江の島付近で相模湾に注ぐ境川水系阿久和川支流の子易川、および柏尾川支流の名瀬川の源流部に当たる地域であり、駅の北側の丘陵地帯を超えると東京湾に注ぐ帷子川水系へと変わる。かつての武蔵国と相模国もこの分水嶺を境としており、尾根筋には石碑や古道が残る。駅の南西側も山となっており阿久和川との分水嶺となっている。
駅舎のある付近は子易川の流れる谷である。川は暗渠化されており見ることができないが、駅を挟んで東側・西側はともに谷の斜面が残る。かつての子易の集落は谷沿いに農地や里山と共に点在していたが、綺麗に区画整理され当時の面影は残っていない。子易集落などの旧・岡津村北部の主な産業は不明であるが、阿久和川流域は明治の終わり頃まで養蚕製糸が盛んだったという。近隣は古くから人が住んでいたと見られ、神明台地区から処分場建設のための発掘調査で縄文時代の集落や獲物捕獲用の罠の遺跡が発見された。
名瀬川流域や南部の岡津町中心部は70年代には宅地造成が終わり新興住宅が立ち並んでいたが、当駅付近は70年代後半より北側の丘陵地帯の造成から始まった。造成が終わり住宅が急速に増えるのは80年代後半から90年代にかけてのバブル景気のころである。計画戸数五千戸、計画人口一万八千程度を見込んでいた。緑園地区は2000年代までにはほぼすべてが宅地として開発が終わり、農地や里山は斜面上部や隣接する名瀬地区、岡津地区、新橋地区に点在するのみとなっている。宅地造成と同時期に行われたのが最終処分場の造成である。子易川の上流、現在の駅北西にある神明台処分地は横浜市の処分場として、1973年（昭和48年）から住民を立ち退かせた地区より埋め立てが始まった。なお、神明台処分場のある地区も岡津町から分離した区域であるが字名は池の谷として、緑園とは分けられている。神明台処分地の埋め立ては2011年に終了し一部が広場などとして開放されているが、汚水管理施設と遊水池などが2020年現在も稼働している。旧岡津町はたびたび洪水の被害に遭っていたこともあり、雨水の処理は広い範囲で舗装された緑園地区でも課題とされ、緑園一丁目や五丁目に複数の遊水池が設けられている。また、基幹道路（都市計画道路）の「中田さちが丘線」が街を南北に貫いており、駅前広場を中心として機能的に主要道路を配置している。幹線道路および準幹線道路では電線の地中化を実施している。緑園都市住宅地は「人間性を追求した豊かな街づくり」を基本コンセプトとし、地域全体をホテルの各機能に見立てた街づくりが行われている。
駅の東側は高層マンション群のサン・ステージ緑園都市が並んでいる。一方、西側は7階建てマンションのガーデンズコート緑園都市がある他は、主に一戸建を中心に開発されている。
小学校は横浜市立のものが線路を挟んで東側と西側に一つずつ配置されている。緑園地区は元々岡津町の一部だった関係もあり、最寄りの中学校は地区内にはなく、南隣の岡津町にあったが。2022年に地区内の緑園東小学校が小中学校併設化された。大学の誘致にも成功しフェリス女学院大学緑園キャンパスが駅東側に所在する。
駅東側には原広司設計による相鉄文化会館（2代目）がある。1990年（平成2年）の開業で、かつてはこの4階に相模鉄道の美術館「相鉄ギャラリー」が開設されジャンルを問わない展示が行われていたが、来館者の減少などから2014年（平成26年）3月30日閉館となった。この建物内には相模鉄道の動力車操縦者養成所である緑園都市教習所が併設されている
。ここでは動力車操縦者、いわゆる電車の運転士の養成が行われており、相鉄線の運転士候補者の他、秩父鉄道などの自社で養成所を持たない中小の鉄道事業者から委託されて候補者を教育することもある。
他にも奇抜な外観の建物として、駅周辺には建築家山本理顕設計のコンクリートと鉄骨を多用した建物がいくつか存在し、作品名としてXYSTUS（ジスタス）、 OBERISK（オベリスク）などと名付けられている。

### 主な周辺施設
- 阿久和川支流　子易川

子易川系遊水池（貯水していない場合は相鉄緑園グランドとして利用可能）
- 柏尾川支流　名瀬川

名瀬川系遊水池
- こども自然公園（通称：大池公園）
- 新橋天神の森
- 相鉄ライフ 緑園都市（緑園都市ライフ）

そうてつローゼン 緑園都市店 その他店舗は「公式サイト」を参照。
- 緑園都市駅前郵便局
- 相鉄文化会館

旧・相鉄ギャラリー（4階・2014年3月30日閉館）
相模鉄道株式会社 緑園都市教習所 - 電車の運転士養成機関
- フェリス女学院大学 緑園キャンパス
- 神奈川県立横浜緑園総合高等学校
- 横浜市立岡津中学校
- 横浜市立緑園義務教育学校 [注 1]
- 横浜市立緑園西小学校
- 神明台スポーツ広場[注 2]

神明台遺跡

### バス路線
最寄りの停留所は、東口のロータリー上にある「緑園都市駅」である。以下の路線が乗り入れ、神奈川中央交通（神奈中）および相鉄バスにより運行されている。担当営業所は神奈中が舞岡営業所、および戸塚営業所（弥生台駅行のみ）で相鉄が旭営業所となっている。なお、東口のロータリーにはタクシー乗り場もあるが、一般車両は進入禁止となっている。
| 運航会社と系統          | 行先（主な経由地）                                                 |
| ----------------------- | ------------------------------------------------------------------ |
| 神奈川中央交通 東10系統 | 東戸塚駅（フェリス女学院、天王山橋）                               |
| 神奈川中央交通 戸09系統 | 戸塚駅（フェリス女学院、秋葉、柏尾）                               |
| 神奈川中央交通 弥01系統 | 弥生台駅（緑園二丁目、親善病院前）                                 |
| 相鉄バス 旭19系統       | 二俣川駅（相鉄文化会館、こども自然公園入口、南万騎が原駅）         |
| 相鉄バス 旭87系統       | 希望ヶ丘駅（相鉄文化会館、こども自然公園入口、横浜隼人中学・高校） |

実証実験路線
- 2015年12月1日〜2016年2月29日まで、相鉄バスによる「緑園都市駅〜緑園地区循環〜緑園都市駅〜二俣川駅南口」間の実証実験路線が開設された[14]。それに伴い既存の旭18・19系統上の路線にも「こども自然公園入口」バス停を暫定設置（同バス停は実証実験終了時に廃止となったが、2017年3月に改めて正式新設されている[15]）。
- 2016年2月1日〜4月30日まで、神奈川中央交通による「緑園都市駅〜緑園地区循環〜緑園都市駅〜弥生台駅」間の実証実験路線が開設された[16]。

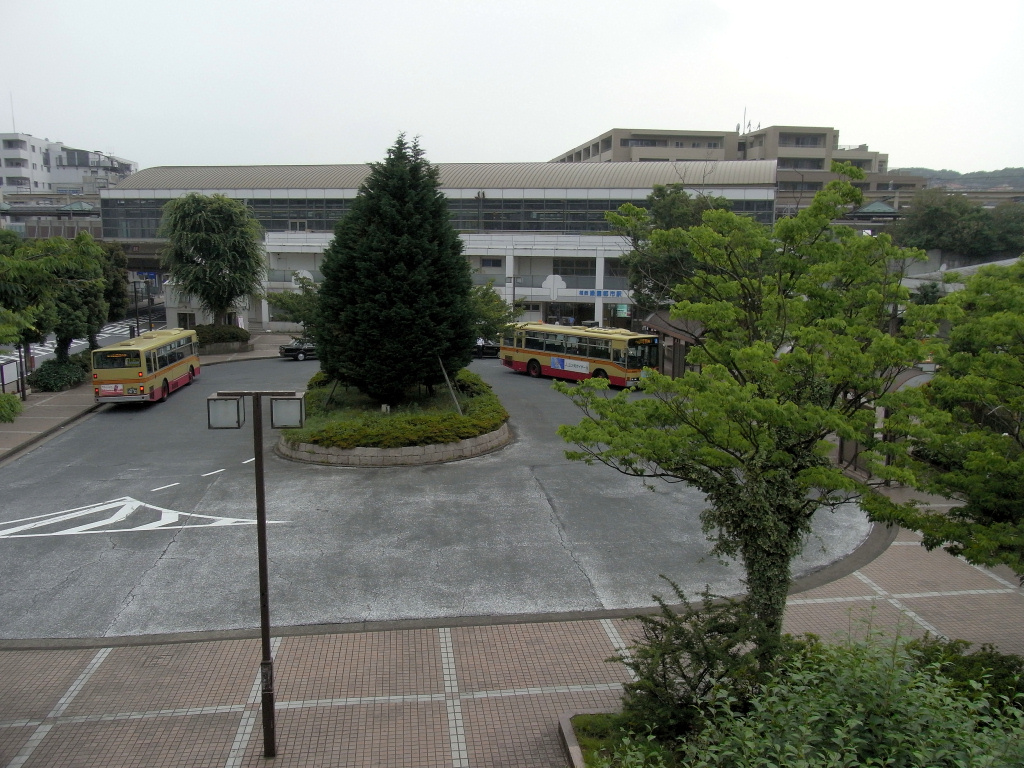
東口ロータリー。電線の地中化が行われている。
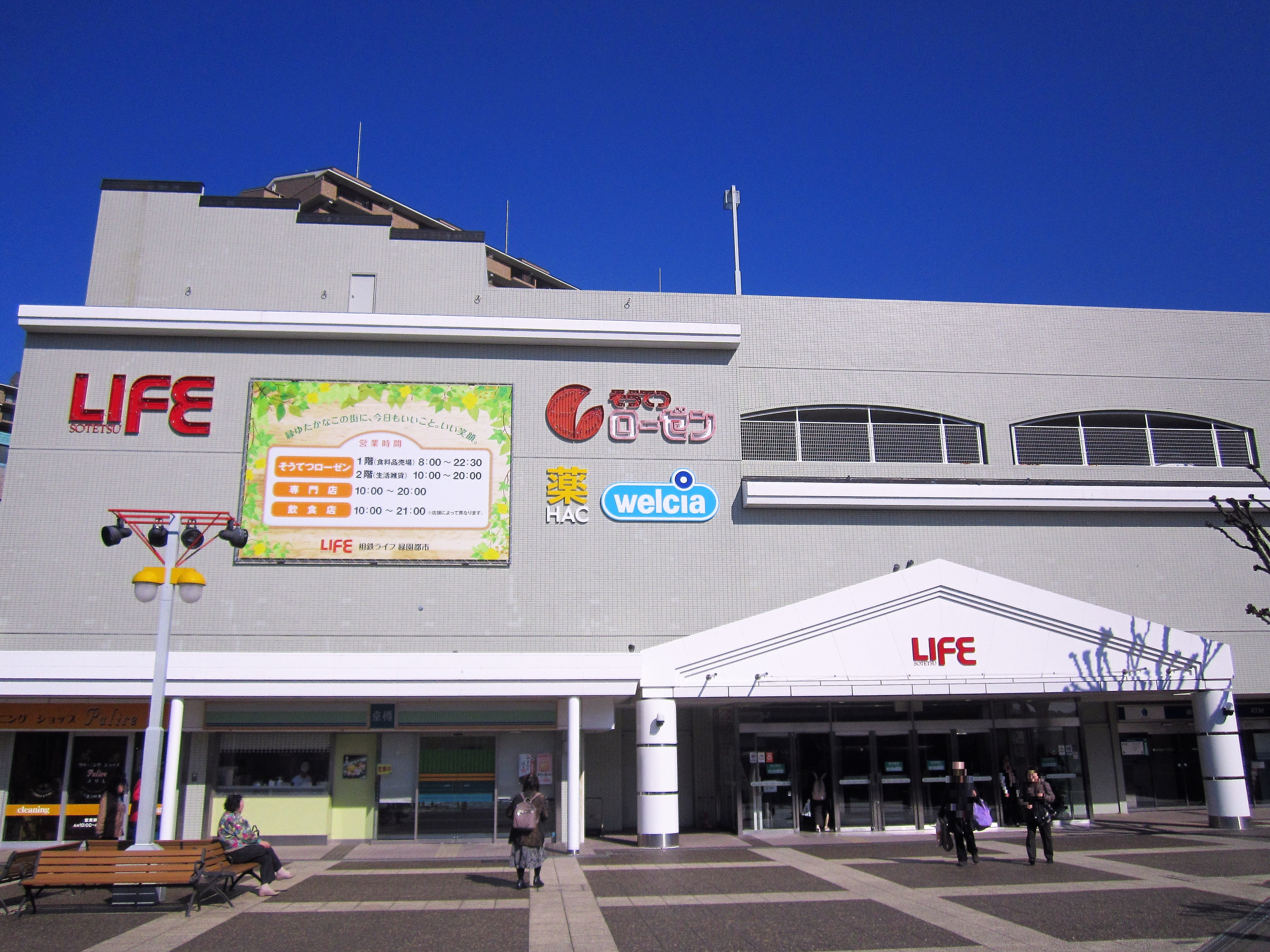
駅近くの商業施設相鉄ライフ
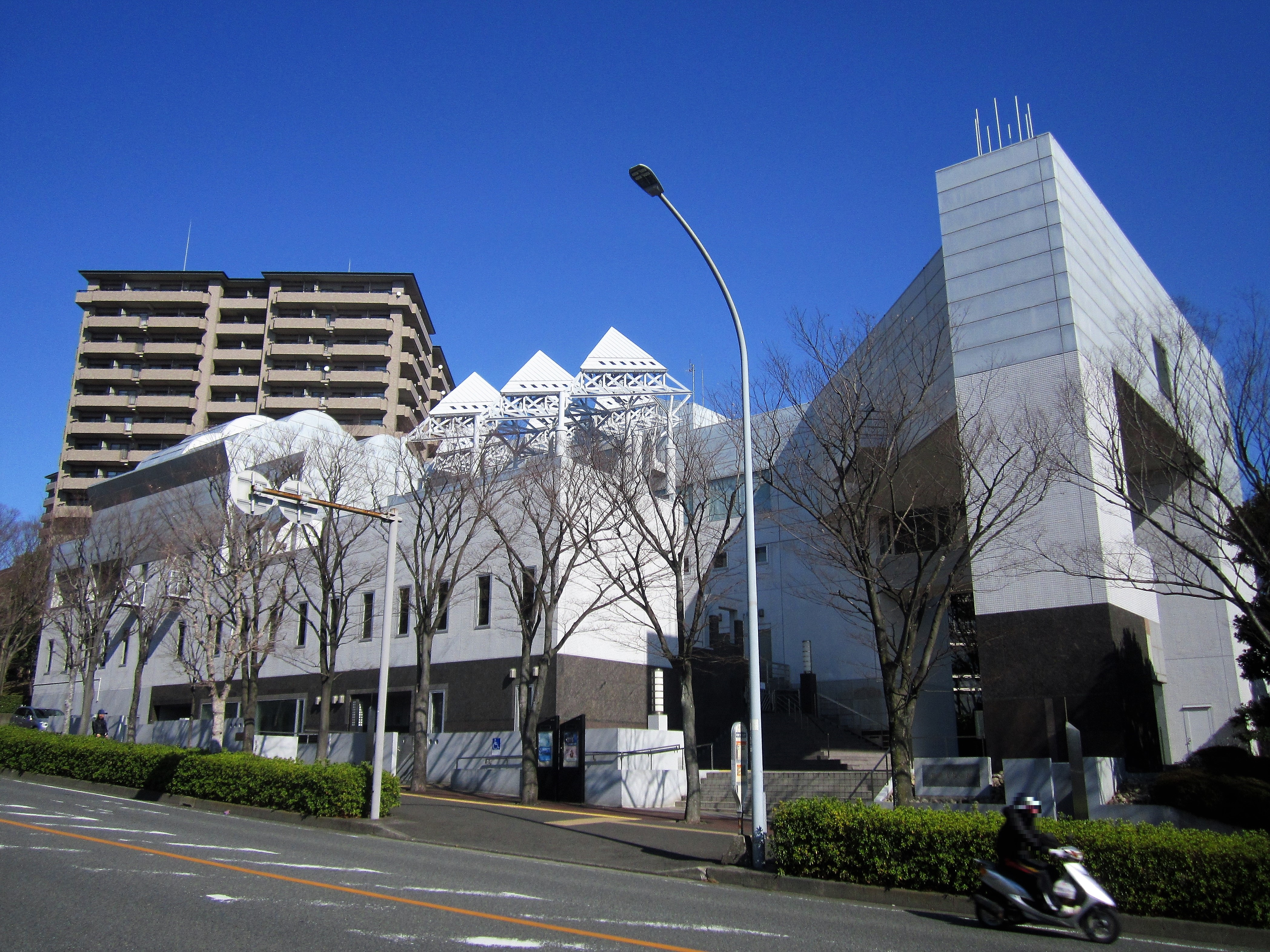
相鉄文化会館（2代目）
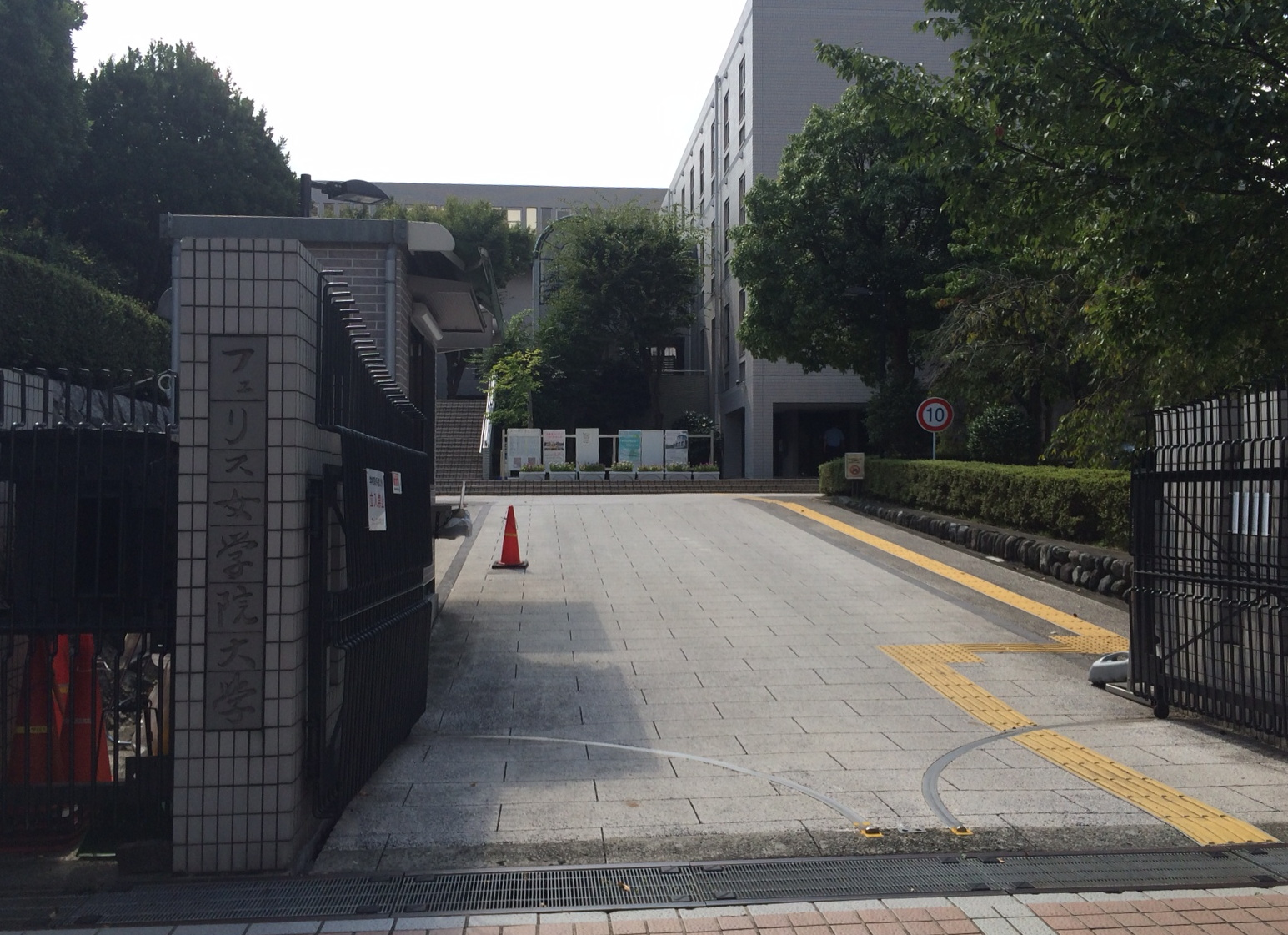
フェリス女学院大学緑園キャンパス
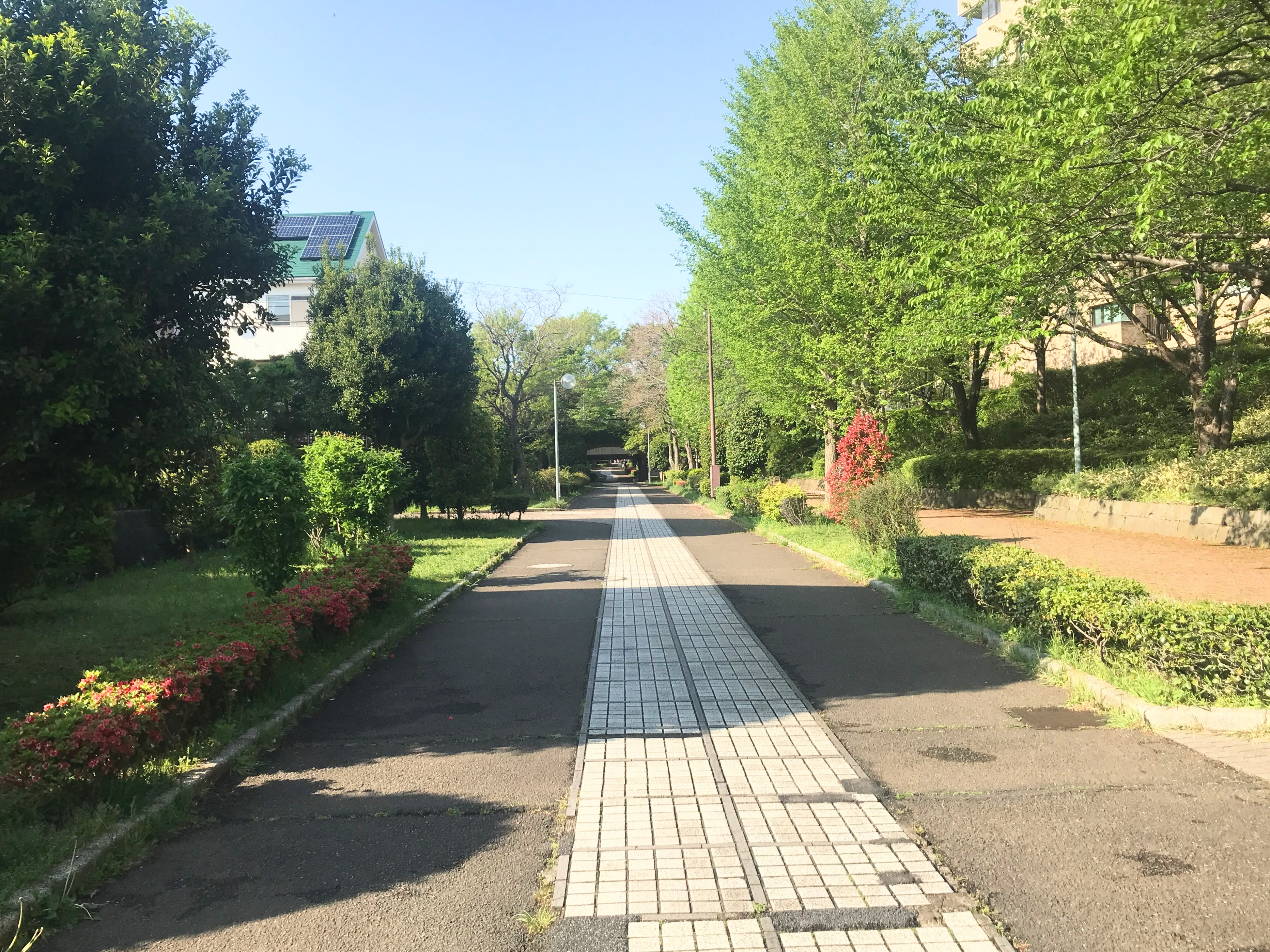
万騎が原トンネル直上の遊歩道「四季の小径」（南側）
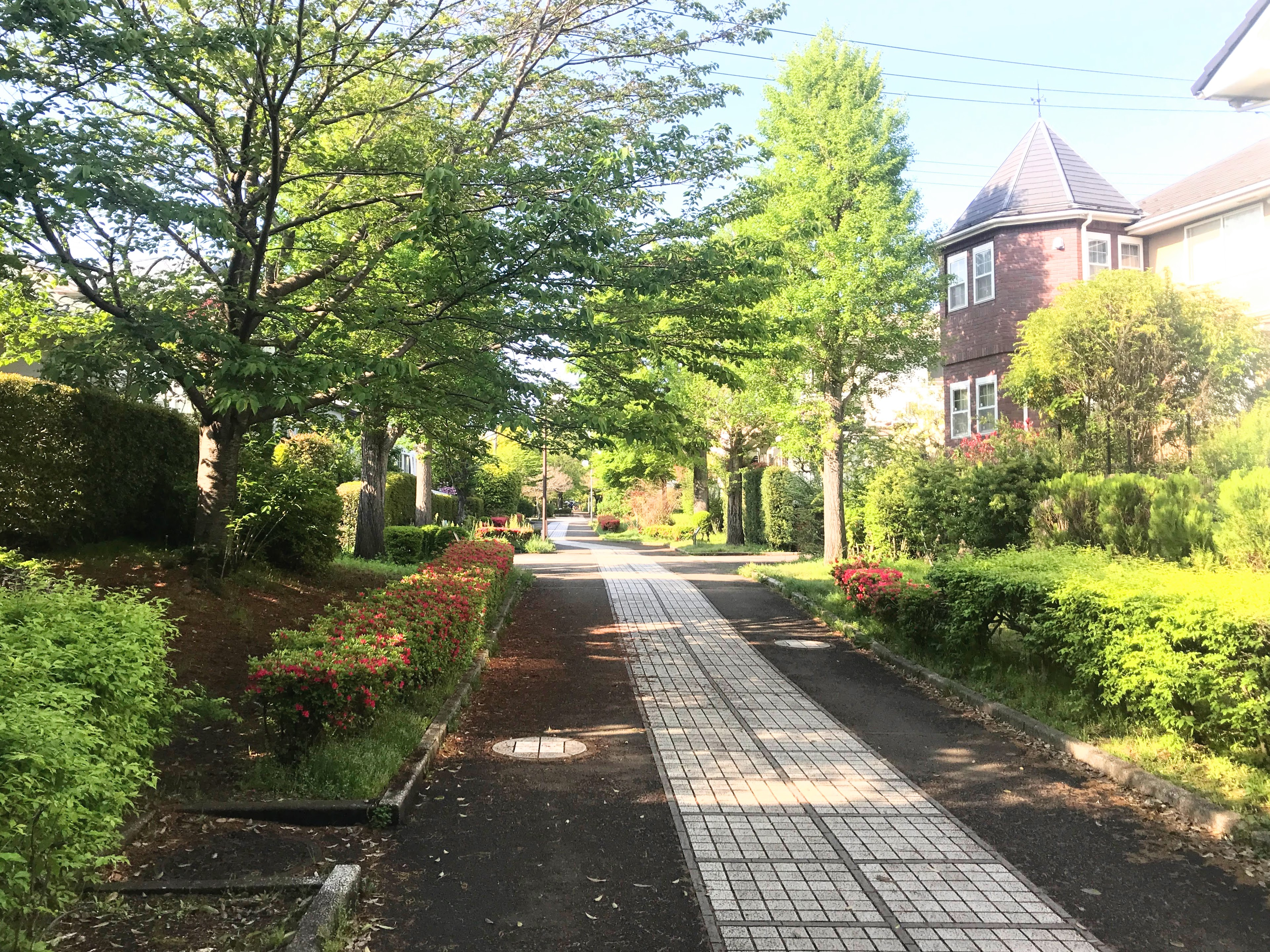
万騎が原トンネル直上の遊歩道「四季の小径」（北側）

## その他

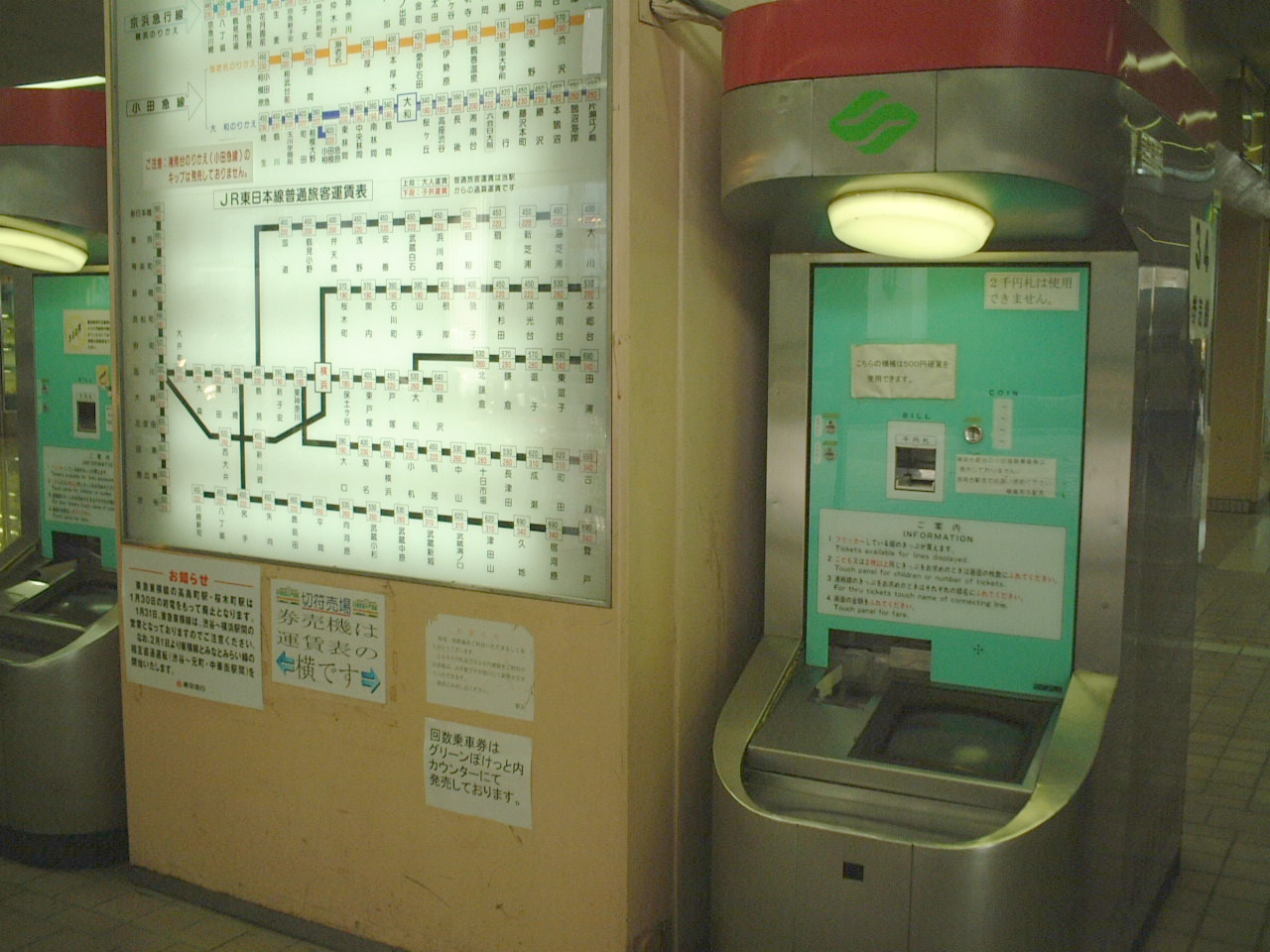
かつて存在したタッチパネル式自動券売機

- 過去には、ブラウン管ディスプレイを採用した日本初のタッチパネル式自動券売機が設置（1987年の駅改築時に設置）されていた[17][18][19]。現行のタッチパネル式自動券売機とは大幅に仕様が異なるものであった。旅客動線に配慮して入口のすぐそばの柱の横に設置され、券売機の前に立つと自動的にブラウン管ディスプレイが点灯するようになっていた[20]。なお本格実用化は見送られている。

## 隣の駅
相模鉄道
 相鉄いずみ野線
■特急・■通勤特急（平日上りのみ運転）
通過
■通勤急行（平日上りのみ運転）・■快速・■各駅停車
南万騎が原駅 (SO31) - 緑園都市駅 (SO32) - 弥生台駅 (SO33)